# Schoen + sandt machinery
Die schoen + sandt machinery GmbH ist ein deutsches mittelständisches Maschinenbauunternehmen mit Hauptsitz in Pirmasens in Rheinland-Pfalz. Das Unternehmen entwickelt und produziert seit etwa 150 Jahren Stanzmaschinen für nicht-metallische Materialien. Ein weiteres Produkt sind Maschinen zur Herstellung von Sicherheitspapier, insbesondere von Banknoten. Außerdem unterhält schoen + sandt einen Ersatzteil- und Kundenservice zur Inbetriebnahme, Wartung und Reparatur der Maschinen. Heute beschäftigt das Unternehmen nach eigenen Angaben gut 220 Mitarbeiter und hat drei Tochtergesellschaften in Pirmasens, Eger (Ungarn) und Boston (USA).

## Geschichte

### J. Sandt AG
Jakob Sandt gründete 1867 die Unternehmung Sandt zur Herstellung von Stanzmaschinen, Schuhmaschinen und Werkzeugen für die Schuhindustrie. Das Unternehmen stellte 1930 den ersten hydraulischen Antrieb, Pumpe und Kontrollsysteme. Die Kunden erweitern sich auf die Automobil- und Automobilzulieferer-Industrie. Das gesamte Aktienkapital der J. Sandt AG wurde 1996 von der Maschinenfabrik Schön & Cie. AG übernommen und es erfolgte die Umfirmierung in Schön & Sandt AG.
In Gersbach wurde eine Straße nach dem Firmengründer benannt, die Jakob-Sandt-Straße.

### Schön & Cie.
Der Firmengründer und Kaufmann Johannes Schön stammte aus Erbach Homburg und zog in jungen Jahren nach Pirmasens, wo er bereits 1899 eine Leder- und Schuhfurniturengroßhandlung gründete. Als Vorgänger der Schön & Cie. gilt die 1910 gemeinsam mit dem Ingenieur Max Grune gegründete Maschinenfabrik Johannes Schön OHG, die zunächst ausschließlich als Schuhmaschinenhersteller agierte. Mit dem Bau der weltweit ersten hydraulischen Schuhmaschine im Jahr 1930 machte sich Schön zum Pionier einer ganzen Maschinengeneration. Eine weitere große Leistung und Pioniertat war der Baut der ersten hydraulischen Schwenkarmstanze.
Die Firma Schön unterzeichnete 1967 eine Kooperation mit der ungarischen Firma KAEV. 1975 konnte Schön als Generallieferant für die Sowjetunion einen Großauftrag für die Einrichtung von 54 Schuhfabriken entgegennehmen, dies galt als Rekord und größter Einzelauftrag in der Schuhindustrie. Mitte der 1980er Jahre wurden weltweit alle Tennisbälle auf Schön-Maschinen geformt.
Im Februar 1990 ging die Schön & Cie GmbH an die Börse und firmierte seitdem als Schön & Cie AG. Die Schön & Cie Aktiengesellschaft war von 1990 bis 2006 ein börsennotiertes Unternehmen. Am 6. Dezember 2012 wurde die Börsennotierung eingestellt.
Mitglieder der Familie waren bis 2000, also fast 100 Jahre an der Führung des Unternehmens beteiligt. Die Familie ist heute nicht mehr an gleichnamigem Konzern beteiligt, dieser gehört mehrheitlich der Schweizer Industrieholding CGS.

### schoen + sandt machinery
Bereits 1970 übernahm Schön & Cie 50 % der Aktien der J. Sandt AG.  Nach der Insolvenz des Unternehmens ermöglichten 2007 Privatinvestoren den Fortbestand des Unternehmens, die mehrheitlich in die Schoen + Sandt Maschinenbau GmbH investierten sie mit der Leiner Stanztechnik GmbH und TSM company zusammenschlossen. Das erweiterte Unternehmen trägt seitdem den Namen „schoen + sandt machinery GmbH“. Die schoen + sandt machinery GmbH und eine  Schweizer Industrieholding gingen 2017 eine strategische Partnerschaft zur gemeinsamen Umsetzung der Internationalisierungsstrategie ein.
2019 wurden am Standort Pirmasens 20 von 100 Beschäftigten entlassen, während in der Produktion Ungarn 120 Mitarbeiter tätig waren.

## Soziales Engagement
Durch die finanzielle Unterstützung des Unternehmers Hans Schön Jr. konnte der AvD-Club Pirmasens gegründet werden, dem er auch als Präsident vorstand. Schön Jr. engagierte sich ebenfalls am Flugplatz Pirmasens - Pottschütthöhe und war 1. Vorsitzender des Aero Club Pirmasens.

## Produkte von schoen + sandt
- Stanzmaschinen für Flachteile aus verschiedenen nichtmetallischen Werkstoffen für die Textil-, Verpackungs-, Kunststoff-, Automobil-, Schleifmittel- und Bodenbelagsindustrie
- Maschinen zur Herstellung von Sicherheitspapier. Diese Technologie entstammt ursprünglich der Stanzmaschine. schoen + sandt stattet weltweit Sicherheitspapier-Unternehmen mit Anlagen zur Herstellung der Siebe aus. Mehrere, weltweite Patente wurden in diesem Unternehmensbereich angemeldet
- Produktion von Spitzen- und Fersenzwickmaschinen, insbesondere für die Herstellung von Schuhwerk, z. B. für Wanderschuhe und Sicherheitsschuhe